# Wyprawy dymowe
Wyprawy dymowe – piesze lub konne jednostki wojska złożone z rekrutów doraźnie powoływanych celem wzmocnienia sił zbrojnych w okresie I Rzeczypospolitej
Podstawę prawną ich powołania stanowiła ustawa sejmowa lub uchwały sejmików. Podstawę do określenia wysiłku mobilizacyjnego stanowiły taryfy podymnego. Rekruci liczeni byli od liczby dymów, czyli gospodarstw. Właściciele obowiązani byli dostarczyć rekrutów uzbrojonych i umundurowanych, niekiedy z zapasem żywności na okres kampanii oraz pewną sumą pieniędzy. Powołano je już w 1673 roku, kiedy to dobra szlacheckie miały wystawić po jednym konnym z 30 dymów, a dobra duchowieństwa i królewszczyzny po jednym pieszym z 20 dymów. W 1676 wszystkie dobra obowiązane były wystawić po jednym pieszym z 28 dymów. Wyprawy z 1673 r. zorganizowane były na wzór jednostek wojsk komputowych. Uchwała 1676 r. przewidywała już wcielenie rekrutów do poszczególnych jednostek piechoty typu cudzoziemskiego. Na podstawie liczby dymów w poszczególnych województwach i ziemiach hetmani opracowywali odpowiedni plan wcielenia.